# Brachioteuthis picta
Brachioteuthis picta е вид главоного от семейство Brachioteuthidae. Видът не е застрашен от изчезване.

## Разпространение и местообитание
Разпространен е в Антарктида, Аржентина, Намибия, Фолкландски острови, Чили, Южна Африка и Южна Джорджия и Южни Сандвичеви острови.
Среща се на дълбочина от 356 до 435 m, при температура на водата около 8,1 °C и соленост 34,7 ‰.